# 香川凜人
香川 凜人（かがわ りんと、1997年3月18日 - ）は、ジャパンラグビーリーグワンのルリーロ福岡に所属するラグビーユニオン選手。

## プロフィール
- 大阪府出身[1]。
- ポジションはスタンドオフ(SO)、センター(CTB)。
- ニックネームはリント。

## 来歴
2015年、東海大仰星高校卒業後、関西学院大学に入る。
2019年、関西学院大学卒業後、宗像サニックスブルースに加入。
2020年2月15日にジャパンラグビートップリーグ第5節NTTコミュニケーションズシャイニングアークス戦に途中出場で公式戦初出場を果たす。
2023年、オーストラリアのシュートシールドのイースタンサバーブスRUFCに加入。2024年6月に左アキレス腱を断裂。
2024年、ルリーロ福岡に入団した。